# Последњи талас
Последњи талас (енгл. The Last Wave) је аустралијски филм из 1977. године који је режирао Питер Вир у коме главне улоге играју Ричард Чемберлен и Оливија Хамет.

## Радња
Филмом Последњи талас, трилером о искуству човека који је имао застрашујућу визију о надолазећој несрећи, Вир истражује интеракцију између аустралијских староседеоца Абориџина и европске културе. 
Ово ремек-дело Питера Вира почиње великом олујом на обалама Аустралије. У следећој сцени, Дејвид Бартон, адвокат из Сиднеја, прогоњен визијом надолазецег зла, добија задатак да брани петорицу Абориџина оптужених за убиство.Проблем настаје када нико неће да каже било шта о убиству и адвокат поћиње да верује да је ту у питању нешто мистеризније. Убиство је можда део абориџанског ритуала. Док га његово физичко и спиритаулно путовање води све дубље у подручја мистичног, а осећај надолазећег проклетства постаје све тежи, и он почиње да губи веру у реалност.

## Улоге
| Глумац            | Улога        |
| ----------------- | ------------ |
| Ричард Чејмберлен | David Burton |
| Olivia Hamnett    | Annie Burton |
| David Gulpilil    | Chris Lee    |
| Frederick Parslow | Rev. Burton  |
| Vivean Gray       | Dr. Whitburn |